# Kostrzyn nad Odrą
Kostrzyn nad Odrą là một thị trấn thuộc huyện Gorzowski, tỉnh Lubuskie ở tây Ba Lan. Thị trấn có diện tích 46 km². Đến ngày 1 tháng 1 năm 2011, dân số của thị trấn là 17704 người và mật độ 384 người/km².